# Khu bảo tồn thiên nhiên đất ngập nước Vân Long

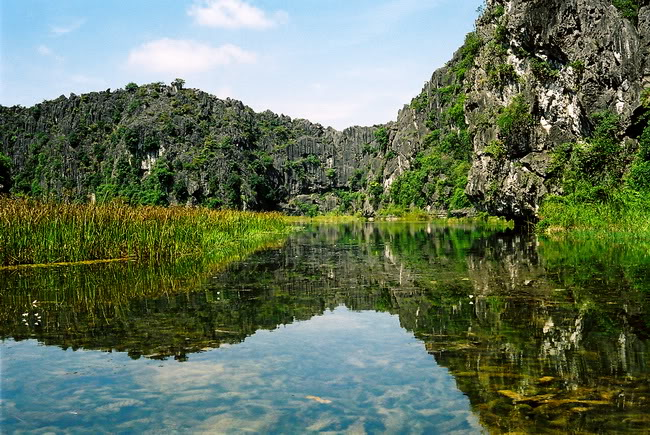
Phong cảnh non nước đặc trưng ở Vân Long

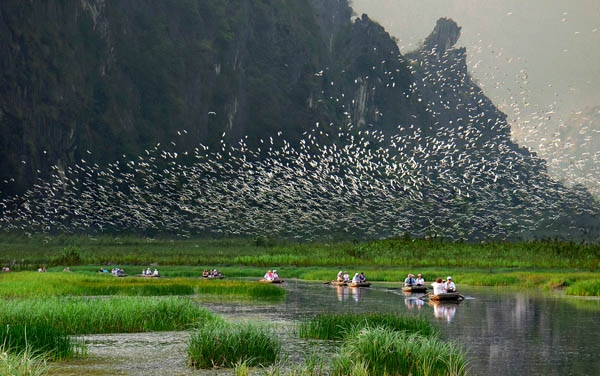
Chim bay trên khu bảo tồn Vân Long

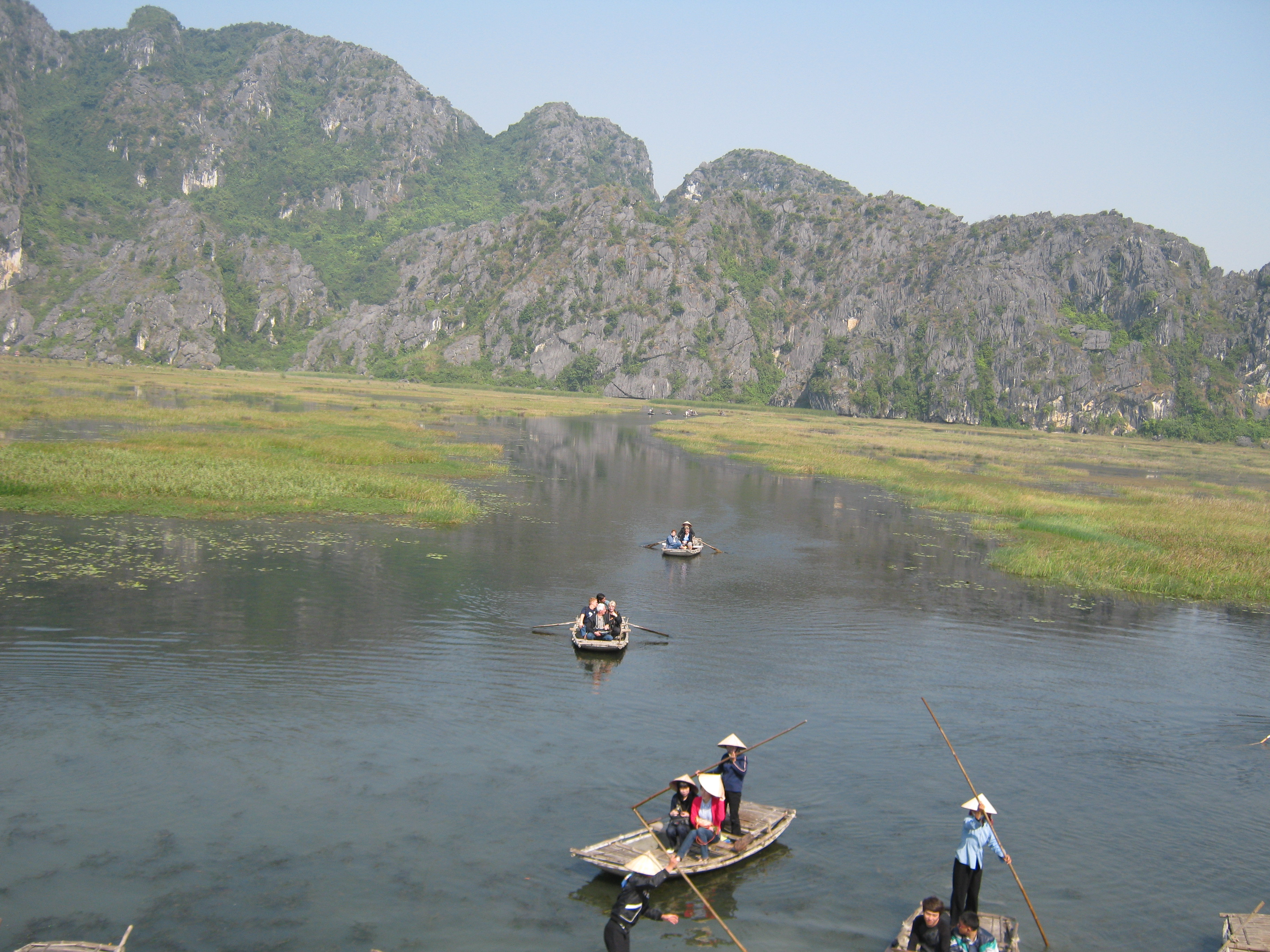
Du thuyền trên đầm Vân Long

Vân Long là khu bảo tồn thiên nhiên đất ngập nước lớn nhất vùng đồng bằng châu thổ Bắc Bộ. Khu bảo tồn này nằm ở vùng núi ngoài đê của 3 xã Gia Vân, Gia Viễn, Gia Hưng tỉnh Ninh Bình. Vân Long được đưa vào khai thác du lịch từ năm 1998 và hiện là một trọng điểm du lịch của Quốc gia Việt Nam, là nơi sở hữu 2 kỷ lục của Trung tâm sách kỷ lục Việt Nam năm 2010 đó là: "Nơi có số lượng cá thể voọc mông trắng nhiều nhất" và "Nơi có bức tranh tự nhiên lớn nhất". Năm 1999, nơi đây trở thành khu bảo tồn thiên nhiên, được ghi trong danh sách khu rừng đặc dụng Việt Nam và được công nhận là một khu Ramsar của Thế giới.

## Quá trình hình thành
Từ năm 1960, một tuyến đê dài hơn 30 km được đắp bên phía tả ngạn để trị thủy sông Đáy, biến Vân Long thành một vùng đất ngập nước rộng đến 3.500ha, kéo những loài chim di trú dừng chân kiếm ăn trên đường tránh rét. Những quả núi bị cô lập thành những đảo đá giữa thung nước mênh mông đã "tình cờ" trở thành cứu cánh cho nhiều loài động, thực vật thoát khỏi bàn tay triệt phá của con người. Nhưng sự tình cờ đáng giá nhất phải kể đến khi các chuyên gia nước ngoài phát hiện Vân Long có tới hơn 40 cá thể voọc mông trắng đang sinh sống. Phát hiện này làm giới khoa học ngỡ ngàng, bởi voọc quần đùi trắng là loài có nguy cơ tuyệt chủng cao, có tên trong sách đỏ thế giới. Trước đó, loài linh trưởng này chỉ được biết đến ở VQG Cúc Phương. Việc nghiên cứu khu vực đầm Vân Long đã đưa các nhà khoa học từ ngạc nhiên này đến ngạc nhiên khác, bởi động thực vật nơi đây rất đặc trưng cho hai hệ sinh thái núi đá vôi và đất ngập nước của vùng châu thổ sông Hồng. Ngoài voọc mông trắng, tại Vân Long còn nhiều loài động, thực vật được ghi trong sách đỏ Việt Nam như tuế lá rộng, mã tiền, lát hoa, gấu ngựa, báo gấm, kỳ đà hoa... Đặc biệt, ở đây còn có một loài côn trùng gần bị coi là tuyệt chủng, đó là loài cà cuống thuộc họ chân bơi. Nơi mà loài cà cuống này sống được phải có môi trường nước thật sự trong lành.
Hiện tại, Vân Long được chính phủ Hà Lan, Quỹ Môi trường Toàn cầu (GEF) và Trung tâm Cứu hộ Linh trưởng quý hiếm Cúc Phương hỗ trợ việc bảo tồn các loài thú quý hiếm.

## Hệ sinh thái
Vân Long là khu vực có diện tích đa dạng sinh học cao, có hệ sinh thái đá vôi là nơi sinh sống của quần thể voọc quần đùi trắng(Trachypithecus delacouri) lớn nhất ở Việt Nam với khoảng trên 100 cá thể. Vùng đất ngập nước Vân Long là một khu vực đa dạng về hệ sinh thái. Ngoài hai hệ sinh thái chủ yếu là đất ngập nước và rừng trên núi đá vôi còn có cả hệ sinh thái đồng ruộng, bãi cỏ, nương rẫy và hệ sinh thái làng bản. Hệ động thực vật của Vân Long rất đặc trưng cho hệ sinh thái núi đá vôi và đất ngập nước của châu thổ sông Hồng. Đặc biệt đây là hiện trường nghiên cứu đa dạng sinh học rất quý của hai hệ sinh thái này và là hiện trường nghiên cứu loài voọc quần đùi trắng lớn nhất của Việt Nam vì có số lượng cá thể lớn, dễ quan sát nhất so với các sinh cảnh của voọc quần đùi ở địa phương khác.
Hệ sinh thái thực vật tại Vân Long có 722 loài. Trong đó 687 loài thực vật bậc cao có mạch thuộc 451 chi, 144 họ và 35 loài thực vật thủy sinh. Đặc biệt, có 8 loài được ghi trong sách đỏ Việt Nam (1996) là kiêng, lát hoa, tuế lá rộng, cốt toái bổ, sắng bách bộ, mã tiền, hoa tán, Sưa Bắc bộ.
Hệ sinh thái động vật khu Vân Long rất phong phú, trong đó có 39 loài, 19 họ, 8 bộ thú, trong đó 12 loài động vật quý hiếm như voọc quần đùi trắng, gấu ngựa, sơn dương, khỉ mặt đỏ, báo hoa mai, báo gấm. Ếch nhái bò sát có 38 loài thuộc 16 họ, 3 bộ, 2 lớp. Trong đó có 9 loài bò sát được ghi trong sách đỏ Việt Nam vẫn có ở Vân Long như rắn hổ chúa, kỳ đà hoa, trăn đất, rắn ráo trâu, rắn sọc đầu đỏ…
Vân Long cũng có khả năng hình thành được một vườn chim vì có 100 loài, 39 họ, 13 bộ chim và hiện nay có hàng vạn con cò bợ, cò ruồi, cò trắng thường xuyên kiếm ăn ở bãi sình lầy và ruộng lúa. Tuy vùng đất ngập nước ở Vân Long chưa được nghiên cứu đầy đủ, nhưng đây cũng rất có thể là nơi quan trọng đối với các loài chim nước di cư như sâm cầm (Fulicra atra) . Một trong những ghi nhận đáng chú ý ở Vân Long là đại bàng Bonelli (Hieraaetus fasciatus). Đến nay, khu đề xuất bảo tồn thiên nhiên Vân Long là điểm duy nhất đã ghi nhận chính xác loài đại bàng này ở Việt Nam . Điều đáng chú ý là tại các khu vực ngập nước Vân Long có các loài cà cuống (Belostomatidae), một nhóm côn trùng quý hiếm đã được đưa vào sách đỏ Việt Nam. Ngoài giá trị dược lý gắn liền với văn hoá ẩm thực, cà cuống sống được là biểu hiện sự trong sạch của môi trường nước, giúp con người tiêu diệt một số loài thân mềm mang bệnh ký sinh trùng, loài ốc bươu vàng.

## Cảnh quan

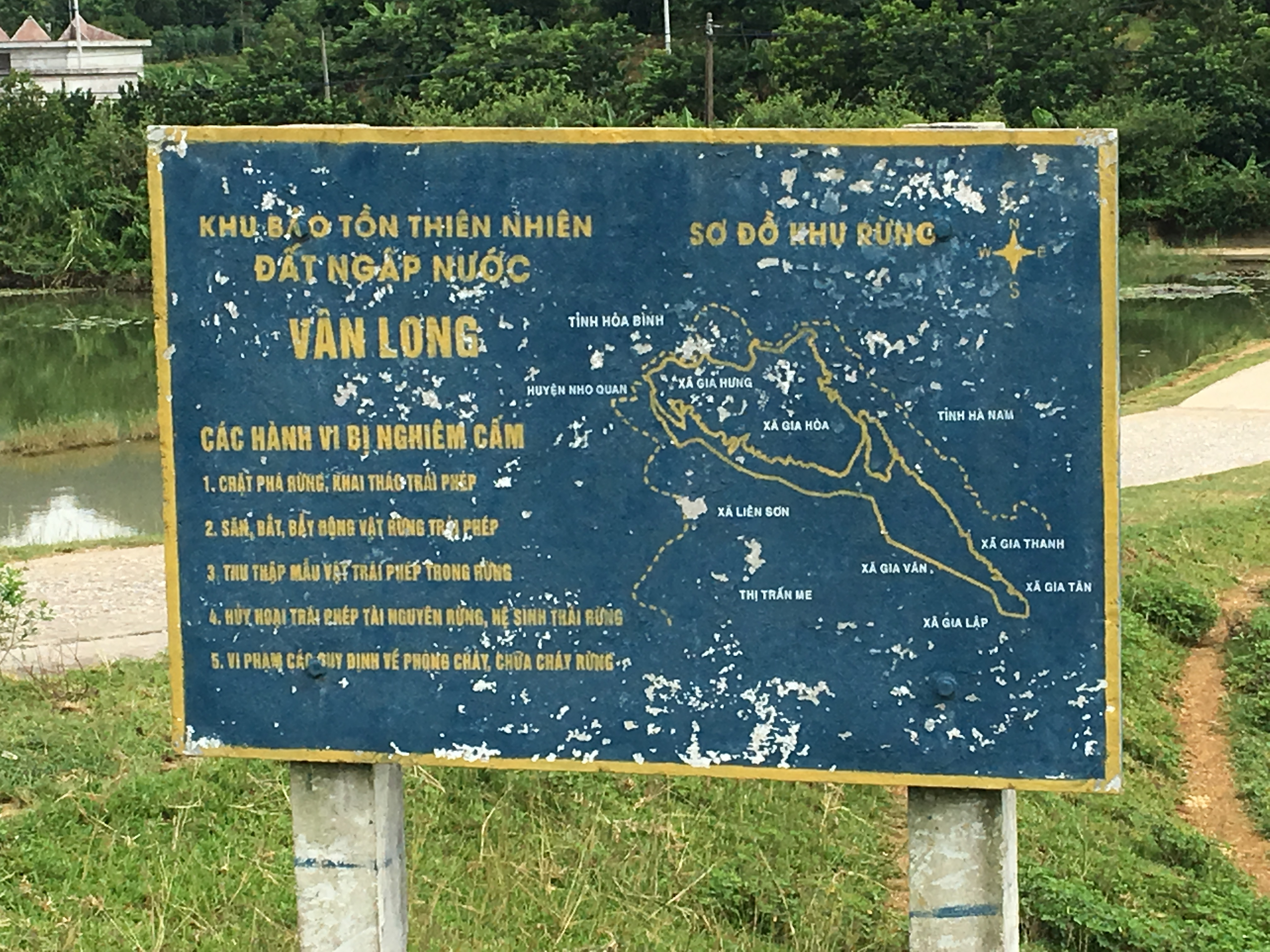

Không chỉ là khu bảo tồn thiên nhiên, vùng đất ngập nước Vân Long còn là nơi có cảnh quan hấp dẫn. Vân Long được mệnh danh là "vịnh không sóng" vì khi đi trên thuyền trên đầm, du khách sẽ thấy mặt nước phẳng như một tấm gương khổng lồ. Bức tranh thủy mặc phản chiếu rõ từng nét tạc mạnh mẽ của những khối núi đá vôi mang hình dáng đúng với tên gọi như núi Mèo Cào, núi Mâm Xôi, núi Hòm Sách, núi Đá Bàn, núi Nghiên, núi Mồ Côi, núi Cô Tiên… Tuy nhiên, mặt nước ở đây nước không có màu xanh của biển, mà trong vắt hiện rõ nét những lớp rong rêu dưới đáy.
Khu Vân Long có 1000 hang động đẹp, nhiều hang động lớn có giá trị phát triển du lịch như: Hang Cá, hang Bóng, hang Rùa, hang Chanh. Riêng hang Cá là hang xuyên thủng dài 250 m, cao 8 m, rộng 10 m là một động rất đẹp. Đây là nơi quần tụ, sinh sản của loài cá trê, cá rô, cá chuối. Hang Bóng là một hang động đẹp dài hơn 100m, hang Duối 4 tầng, hang Cánh Cổng… 

## Khai thác du lịch

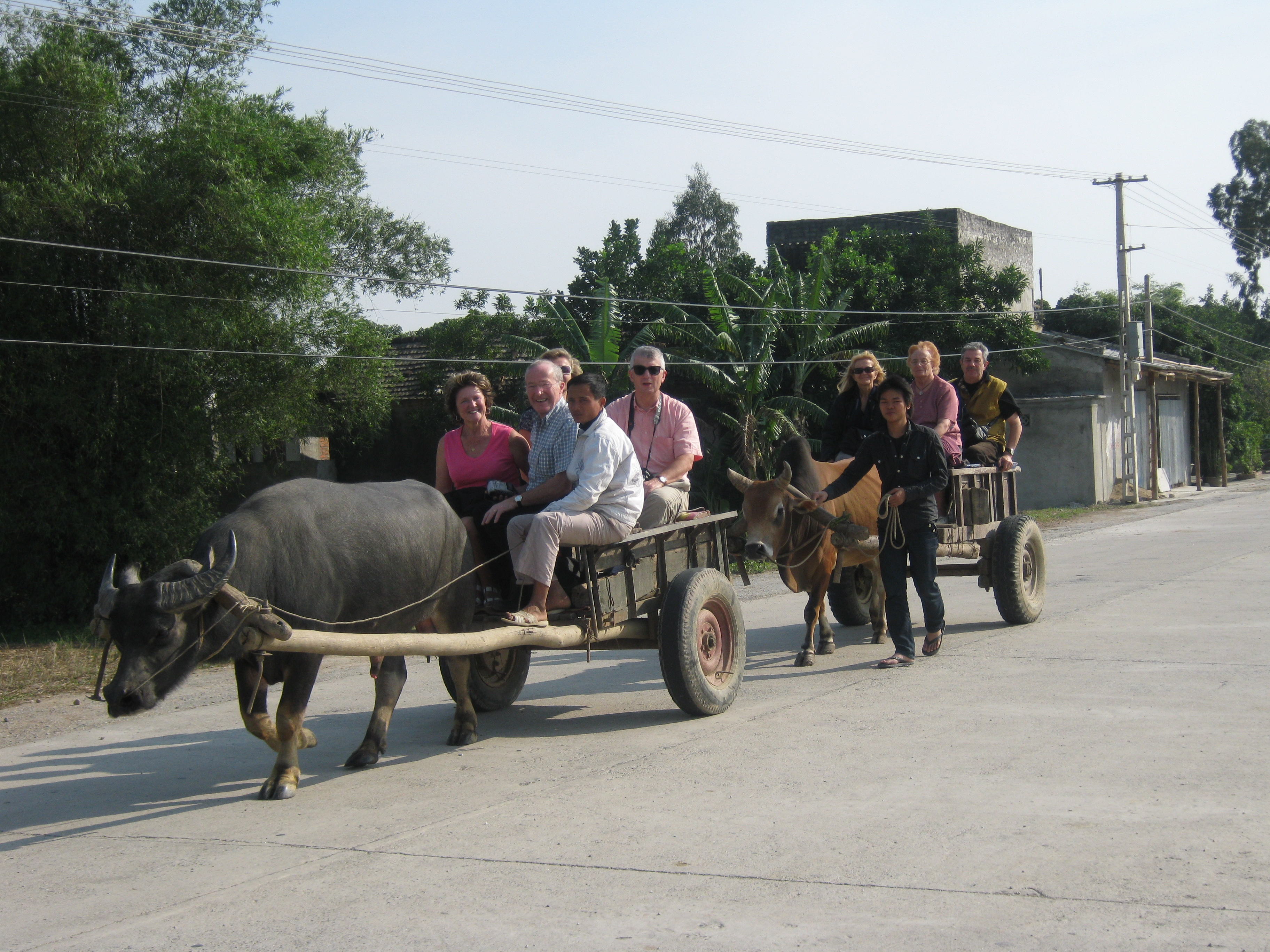
Du lịch xe trâu ở Vân Long

Khu du lịch Vân Long đã hoàn thành đề án tổng thể về quản lý, bảo vệ, phát triển khai thác tiềm năng khu bảo tồn thiên nhiên đất ngập nước để bảo vệ hệ sinh thái đa dạng, phong phú, tiêu biểu. Đặc biệt là bảo vệ được một diện tích đất ngập nước nội đồng lớn nhất vùng đồng bằng Bắc Bộ và cũng là bảo vệ quần thể voọc quần đùi lớn nhất Việt Nam hiện đang có nguy cơ bị tiêu diệt ở mức độ toàn cầu. Nằm kề khu bảo tồn Vân Long còn có khu dịch vụ du lịch Vân Long là một quần thể kiến trúc ấn tượng. Đây là nơi dừng chân nghỉ ngơi của du khách. Đầm Vân Long hiện được đánh giá là một tuyến điểm du lịch sinh thái đặc sắc hấp dẫn du khách đến từ Pháp, Hàn Quốc, Nhật Bản.
Vùng phụ cận khu Vân Long còn nhiều các di tích lịch sử và văn hoá nổi tiếng đã được công nhân như: Di tích lịch sử đền thờ Đinh Bộ Lĩnh, di tích lịch sử động Hoa Lư, khu danh thắng chùa và động chùa Địch Lộng, di tích kiến trúc nghệ thuật Đền Thánh Nguyễn…. Đây là yếu tố để ngành du lịch Ninh Bình có thể phát triển thành một tua du lịch thu hút số đông lượng khách. Theo quy hoạch đô thị Ninh Bình đến năm 2020 thì khu vực thị trấn Vân Long sẽ trở thành đô thị du lịch.
Khu du lịch nghỉ dưỡng Ana Mandara Ninh Bình toạ lạc trên khu đất rộng 16,2 ha gần khu bảo tồn thiên nhiên Vân Long, huyện Gia Viễn, Ninh Bình. Resort Emeralda Ninh Bình bao gồm 51 villa với 170 phòng ngủ đạt tiêu chuẩn 4 sao, 116 phòng standards, 36 phòng Delux e và 10 phòng Duplex suite. Ngoài ra dự án còn có hệ thống nhà hàng, bar, trung tâm spa và thể dục, 2 hồ bơi, sân tennis, khu tổ chức sự kiện, phòng hội thảo và khu giữ trẻ.
Ngày 26/1/2016, tỉnh Ninh Bình đã có Quyết định Số: 223/QĐ-UBND Phê duyệt Quy hoạch bảo tồn và phát triển bền vững các khu rừng đặc dụng tỉnh Ninh Bình quản lý đến năm 2020.

## Đô thị Vân Long
Theo Quy hoạch tổng thể phát triển hệ thống đô thị Ninh Bình đến năm 2030, khu vực Khu bảo tồn thiên nhiên đất ngập nước Vân Long sẽ trở thành thị trấn Vân Long với vai trò là một đô thị du lịch loại V.